# Codici aeroportuali IATA - V

## V
- VAA Aeroporto civile, Vaasa, Finlandia
- VAB Aeroporto civile, Yavaraté, Colombia
- VAD Aeroporto Moody Air Force Base, Moody (Georgia), Stati Uniti d'America
- VAF Aeroporto Chabeuil, Valence, Francia
- VAG Aeroporto Major Trompowsky, Varginha (MG), Brasile
- VAI Aeroporto civile, Vanimo, Papua Nuova Guinea
- VAK Aeroporto civile, Chevak (Alaska), Stati Uniti d'America
- VAL Aeroporto civile, Valença, Brasile
- VAM Aeroporto Internazionale Villa Maamigili, Maamigili, Maldive
- VAN Aeroporto civile, Van, Turchia
- VAO Aeroporto civile, Suavanao, Isole Salomone
- VAP Aeroporto Torquemada, Valparaíso, Cile
- VAR Aeroporto di Varna, Varna, Bulgaria
- VAS Aeroporto Sivas Air Base, Sivas, Turchia
- VAT Aeroporto civile, Vatomandry, Madagascar
- VAU Aeroporto civile, Vatukoula, Figi
- VAV Aeroporto civile, Vava'u Lupepau'u, Tonga
- VAW Aeroporto civile, Vardø, Norvegia
- VAZ Aeroporto civile, Val-d'Isère, Francia
- VBG Aeroporto Vandenberg Air Force Base, Lompoc/Vandenberg (California), Stati Uniti d'America
- VBS Aeroporto Gabriele d'Annunzio di Brescia-Montichiari, Montichiari, Italia
- VBV Aeroporto civile, Vanuabalavu, Figi
- VBY Aeroporto civile, Visby, Svezia
- VCA aeroporto di Cần Thơ, Cần Thơ, Vietnam
- VCB Aeroporto civile, View Cove, Stati Uniti d'America
- VCC Aeroporto civile, Limbe, Camerun
- VCD Aeroporto civile, Victoria River Downs (Territorio del Nord), Australia
- VCE Aeroporto di Venezia-Tessera, Venezia, Italia
- VCF Aeroporto civile, Valcheta, Argentina
- VCH Aeroporto civile, Vichadero, Uruguay
- VCP Aeroporto Internazionale Viracopos-Campinas, Campinas, Brasile
- VCR Aeroporto civile, Carora, Venezuela
- VCT Aeroporto civile, Victoria (Texas), Stati Uniti d'America
- VCV Aeroporto Logistico della California Meridionale, Victorville (California), Stati Uniti d'America
- VDA Aeroporto di Ovda, Ovda, Israele
- VDB Aeroporto Leirin, Fagernes, Norvegia
- VDC Aeroporto civile, Vitória da Conquista, Brasile
- VDD Aeroporto civile Vienna Danubepier Hov, Vienna, Austria
- VDE Aeroporto civile, Hierro, Canarie, Spagna
- VDI Aeroporto civile regionale Vidalia, Vidalia (Georgia), Stati Uniti d'America
- VDM Aeroporto Gobernador Castello, Viedma (RN), Argentina
- VDP Aeroporto Guarico, Valle de la Pascua, Venezuela
- VDR Aeroporto civile, Villa Dolores, Argentina
- VDS Aeroporto civile, Vadsø, Norvegia
- VDZ Aeroporto Valdez, Valdez (Alaska), Stati Uniti d'America
- VEE Aeroporto civile, Venetie (Alaska), Stati Uniti d'America
- VEG Aeroporto civile, Maikwak, Guyana
- VEJ Aeroporto civile, Vejle, Danimarca
- VEL Aeroporto civile, Vernal, Utah, Stati Uniti d'America
- VER Aeroporto General Heriberto Jara, Veracruz, Messico
- VEV Aeroporto civile, Barakoma, Isole Salomone
- VEX Aeroporto civile, Tioga (Dakota del Nord), Stati Uniti d'America
- VEY Aeroporto civile, Vestmannaeyjar, Islanda
- VFA Aeroporto civile, Victoria Falls, Zimbabwe
- VFA Aeroporto Spray View, Victoria Falls, Zimbabwe
- VGA Aeroporto Gannavaram, Vijayawada, India
- VGD Aeroporto civile, Vologda, Russia
- VGO Aeroporto Peinador, Vigo, Spagna
- VGS Aeroporto civile, General Villegas, Argentina
- VGT Aeroporto North Air Terminal, Las Vegas (Nevada), Stati Uniti d'America
- VGZ Aeroporto civile, Villagarzón, Colombia
- VHC Aeroporto civile, Saurimo, Angola[1]
- VHM Aeroporto civile, Vilhelmina, Svezia
- VHN Aeroporto civile Culberson County, Van Horn (Stati Uniti d'America), Stati Uniti d'America
- VHY Aeroporto Charmeil, Vichy, Francia
- VHZ Aeroporto civile, Vahitahi, Polinesia Francese
- VIA Aeroporto civile, Videira (SC), Brasile
- VIB Aeroporto civile, Villa Constitución, Messico
- VIC Aeroporto Dal Molin/Trissino, Vicenza, Italia
- VID Aeroporto civile, Vidin, Bulgaria
- VIE Aeroporto Internazionale di Vienna, Vienna, Austria
- VIG Aeroporto Perez Alph, El Vigía, Venezuela
- VIH Aeroporto Nazionale Rolla, Rolla/Vichy (Missouri), Stati Uniti d'America
- VII Aeroporto civile, Vinh, Vietnam
- VIJ Aeroporto Valley, Virgin Gorda, Isole Vergini britanniche
- VIL Aeroporto civile, Dakhla, Marocco
- VIN Aeroporto civile, Vinnycja, Ucraina
- VIQ Aeroporto civile, Viqueque, Indonesia
- VIR Aeroporto civile Virginia, Durban, Sudafrica
- VIS Aeroporto civile, Visalia, Stati Uniti d'America
- VIT Aeroporto civile, Vitoria, Spagna
- VIU Aeroporto civile, Viru, Isole Salomone
- VIV Aeroporto civile, Vivigani, Papua Nuova Guinea
- VIX Aeroporto Goiabera, Vitória (ES), Brasile
- VJB Aeroporto Vila de Joao Belo, Xai-Xai, Mozambico
- VJQ Aeroporto civile, Gurue, Mozambico
- VKG Aeroporto civile, Rach Gia, Vietnam
- VKO Aeroporto Internazionale Vnukovo, Mosca, Russia
- VKT Aeroporto civile, Vorkuta, Russia
- VKW Aeroporto civile, West Kavik, Stati Uniti d'America
- VLA Aeroporto civile, Vandalia (Illinois), Stati Uniti d'America
- VLC Aeroporto di Valencia, Manises, Valencia, Spagna
- VLD Aeroporto Regional - Moody Air Force Base, Valdosta (Georgia), Stati Uniti d'America
- VLE Aeroporto civile, Valle Robidoux, Stati Uniti d'America
- VLG Aeroporto civile, Villa Gesell, Argentina
- VLI Aeroporto Bauerfield Efate, Port Vila, Vanuatu
- VLK Aeroporto civile, Volgodonsk, Russia
- VLL Aeroporto Villanubla, Valladolid, Spagna
- VLM Aeroporto civile, Villamontes, Bolivia
- VLN Aeroporto Arturo Michelena Zim Valencia Carabobo, Valencia de Venezuela, Venezuela
- VLO Aeroporto civile, Vallejo, Stati Uniti d'America
- VLP Aeroporto civile, Vila Rica (MT), Brasile
- VLR Aeroporto civile, Vallenar, Cile
- VLS Aeroporto civile, Valesdir, Vanuatu
- VLU Aeroporto civile, Velikie Luki, Russia
- VLV Aeroporto Dr. Briceno, Valera, Venezuela
- VME Aeroporto civile, Villa Mercedes, Argentina
- VMU Aeroporto civile, Baimuru, Papua Nuova Guinea
- VNA Aeroporto civile, Saravane, Laos
- VNC Aeroporto civile, Venice (Florida), Stati Uniti d'America
- VNE Aeroporto Meucon, Vannes, Francia
- VNG Aeroporto civile, Viengxay, Laos
- VNO Aeroporto Internazionale di Vilnius, Vilnius, Lituania
- VNR Aeroporto civile, Vanrook, Australia
- VNS Aeroporto civile, Varanasi, India
- VNX Aeroporto civile, Vilankulo, Mozambico
- VNY Aeroporto civile, Van Nuys, Stati Uniti d'America
- VOG Aeroporto Internazionale di Volgograd-Gumrak, Volgograd, Russia
- VOH Aeroporto civile, Vohemar, Madagascar
- VOI Aeroporto civile, Voinjama, Liberia
- VOK Aeroporto militare Volk Field, Camp Douglas (Wisconsin), Stati Uniti d'America
- VOL Aeroporto nazionale Nea Anchialos, Nea Anchialos/Volo, Grecia
- VOT Aeroporto civile, Votuporanga, Brasile
- VOZ Aeroporto civile, Voronež, Russia
- VPE Aeroporto civile, Ongiva Pereira, Angola
- VPN Aeroporto civile, Vopnafjörður, Islanda
- VPS Aeroporto Regionale di Okaloosa, Valparaiso (Florida)/Fort Walton Beach, Stati Uniti d'America
- VPY Aeroporto civile, Chimoio, Mozambico
- VPZ Aeroporto Porter County Municipal, Valparaiso (Indiana), Stati Uniti d'America
- VQS Aeroporto Antonio Rivera Rodríguez, Vieques, Porto Rico
- VRA Aeroporto Juan Gualberto Gómez, Varadero, Cuba
- VRB Aeroporto Vero Beach Municipal, Vero Beach (Florida), Stati Uniti d'America
- VRC Aeroporto Catanduanes, Virac, Filippine
- VRE Aeroporto civile, Vredendal, Sudafrica
- VRK Aeroporto civile, Varkaus, Finlandia
- VRL Aeroporto civile, Vila Real, Portogallo
- VRN Aeroporto di Verona-Villafranca, Villafranca di Verona, Italia
- VRS Aeroporto civile, Versailles (Missouri), Stati Uniti d'America
- VRU Aeroporto civile, Vryburg, Sudafrica
- VRY Aeroporto civile, Værøy, Norvegia
- VSA Aeroporto C.P.A. Carlos Rovirosa, Villahermosa, Messico
- VSE Aeroporto civile Gonçalves Lobato, Viseu, Portogallo
- VSF Aeroporto Hartness State Springfield, Springfield (Vermont), Stati Uniti d'America
- VSG Aeroporto civile, Luhans'k, Ucraina
- VSO Aeroporto civile, Phuoc Long, Vietnam
- VST Aeroporto Hasslö, Västerås, Svezia
- VTA Aeroporto civile, Victoria, Honduras
- VTB Aeroporto civile, Vicebsk, Bielorussia
- VTE Aeroporto Wattay, Vientiane, Laos
- VTF Aeroporto civile, Vatulele, Figi
- VTL Aeroporto Champ de Courses, Vittel, Francia
- VTN Aeroporto Miller Field, Valentine (Nebraska), Stati Uniti d'America
- VTU Aeroporto civile, Las Tunas, Cuba
- VTZ Aeroporto civile, Visakhapatnam, India
- VUP Aeroporto civile, Valledupar, Colombia
- VUS Aeroporto civile, Velikij Ustyug, Russia
- VVB Aeroporto civile, Mahanoro, Madagascar
- VVC Aeroporto Vanguardia, Villavicencio, Colombia
- VVI Aeroporto Internazionale Viru Viru, Santa Cruz de la Sierra, Bolivia
- VVK Aeroporto civile, Västervik, Svezia
- VVO Aeroporto Knevichi, Vladivostok, Russia
- VVZ Aeroporto Illirane, Illizi Takhamalt, Algeria[2]
- VXC Aeroporto Vila Cabral, Lichinga, Mozambico
- VXE Aeroporto civile, São Vicente, Capo Verde
- VXO Aeroporto Kronoberg/Urasa, Växjö, Svezia
- VYD Aeroporto civile, Vryheid, Sudafrica
- VYS Aeroporto civile regionale Illinois Valley, Peru, Stati Uniti d'America